# Papestra invalida
Papestra invalida là một loài bướm đêm trong họ Noctuidae.